# Poblat talaiòtic de Trepucó
Trepucó és un dels poblats talaiòtics més grans de Menorca, amb prop de 5.000 metres quadrats d'extensió. Està situat a dos quilòmetres de Maó, resseguint el camí vell de Sant Lluís. És un dels jaciments prehistòrics menorquins que es presenten a la candidatura de la Menorca Talaiòtica com a patrimoni de la humanitat a la UNESCO.
El recinte de taula de Trepucó va ser excavat en els anys trenta del segle xx per l'arqueòloga anglesa Margaret Murray i posteriorment l'enorme taula va ser consolidada, afegint-li un reforç per evitar la seva caiguda. L'edifici va ser construït durant el període posttalaiòtic, conegut també com a talaiòtic final. La taula està formada per una pedra rectangular situada verticalment, amb unes mides espectaculars: una alçada de 4,20 m; amplada de 2,75 m; i gruix de 0,40 m. Durant la seva consolidació, després de les excavacions arqueològiques, s'hi va afegir unaa estructura de formigó a la cara posterior, per assegurar-ne l'estabilitat. Damunt d'aquesta pedra de suport, està situada una altra pedra, amb unes dimensions més reduïdes: llargada de 3,65 m, amplada d'1,60 m i gruix de 0,60 m. La taula està situada dins un recinte de planta aproximadament semicircular, amb una façana còncava. La funcionalitat d'aquest recinte de taula era la d'un espai religiós i de culte.

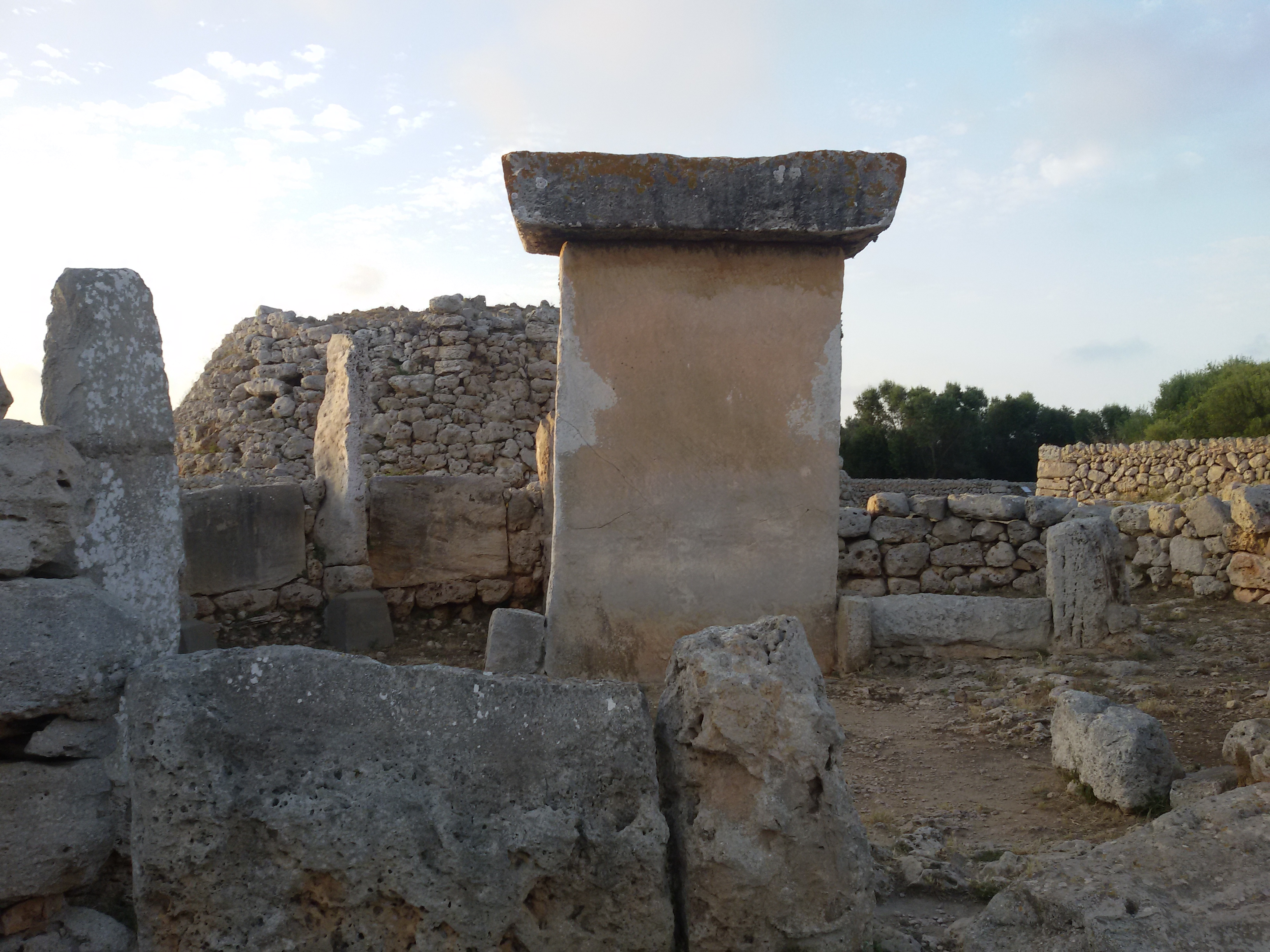
Vista de la Taula de Trepucó, amb el talaiot en segon terme.

En el seu origen el poblat estava emmurallat. Actualment només són visibles algunes de les estructures de l'assentament: alguns trams de la muralla, dues torres quadrades, dos talaiots, el recinte de taula i algunes restes d'habitatges. Aquests habitatges són perfectament visibles a la part oest del poblat, gràcies a les excavacions que es van realitzar fa anys. Es tracta de cases polilobulars amb un pati central i diverses habitacions perifèriques, conegudes com a cercles.
Durant la Segona Guerra Púnica (218-201 aC), el poblat va ser parcialment destruït i, posteriorment abandonat, després de la dominació romana (123 aC). Gràcies a això, durant les excavacions arqueològiques al poblat es van trobar alguns objectes domèstics en bon estat de conservació que es troben exposats al Museu de Menorca.
El talaiot més gran i la taula estan localitzats al centre d'una fortificació en forma d'estrella, construïda en paret seca durant el segle xviii per les tropes espanyoles que van assetjar el castell de Sant Felip, en mans britàniques.